# 24. ceremonia wręczenia nagród Goya
24. ceremonia wręczenia hiszpańskich nagród filmowych Goya za rok 2009, odbyła się 14 lutego 2010 roku w Palacio Municipal de Congresos w Madrycie. 10 stycznia 2010 roku ogłoszono nominacje do nagród.
Galę wręczenia nagród poprowadził Andreu Buenafuente.
Najwięcej − 16 nominacji – otrzymał film Cela 211 w reżyserii Daniela Monzóna. Na drugim miejscu pod względem otrzymanych nominacji, wraz z trzynastoma nominacjami znalazł się obraz Agora Alejandra Amenábara. Po dziewięć nominacji otrzymały dwa filmy: Sekret jej oczu Juana José Campanella oraz Taniec Wiktorii w reżyserii Fernando Trueby. Wszystkie wyżej wymienione filmy jak i reżyserzy ubiegały się o nagrody w kategoriach najlepszy film i najlepsza reżyseria.
Najwięcej nagród otrzymał film dramatyczny Cela 211, który zdobył statuetki w najważniejszych kategoriach, w tym: najlepszy film, najlepsza reżyseria, najlepszy scenariusz adaptowany i najlepszy aktor. W sumie film otrzymał osiem nagród. Na drugim miejscu, wraz z siedmioma statuetkami, uplasował się dramat historyczny Agora, który otrzymał nagrody m.in. za najlepszy scenariusz oryginalny i najlepsze zdjęcia.
Nagrodę dla najlepszego aktora otrzymał Luis Tosar, który wystąpił w filmie Cela 211, laur dla najlepszej aktorki przypadł Loli Dueñas za rolę w filmie Ja, też!.
Za najlepszy film europejski uznano brytyjski film Slumdog. Milioner z ulicy w reżyserii Danny’ego Boyle’a.

## Laureaci i nominowani
Laureaci nagród wyróżnieni są wytłuszczeniem

### Najlepszy film
- Borja Pena, Emma Lustres, Álvaro Augustín i Juan Gordon − Cela 211
  - Simón de Santiago, Pablo Alfaro, Fernando Bovaira, Álvaro Augustín i Alejandro Amenábar − Agora
  - Fernando Trueba − Taniec Wiktorii
  - Vanessa Ragone i Gerardo Herrero − Sekret jej oczu

### Najlepsza reżyseria
- Daniel Monzón − Cela 211
  - Alejandro Amenábar − Agora
  - Juan José Campanella − Sekret jej oczu
  - Fernando Trueba − Taniec Wiktorii

### Najlepszy debiut reżyserski
- Mar Coll − Trzy dni z rodziną
  - David Planell − Wstyd
  - Borja Cobeaga − Płać i płacz
  - Antonio Naharro i Álvaro Pastor − Ja, też!

### Najlepszy scenariusz oryginalny
- Mateo Gil i Alejandro Amenábar − Agora
  - Alberto Rodríguez i Rafael Cobos − After
  - Daniel Sánchez Arévalo − Grubasy
  - Pedro Almodóvar − Przerwane objęcia

### Najlepszy scenariusz adaptowany
- Daniel Monzón i Jorge Guerricaechevarría − Cela 211
  - Fernando Trueba, Antonio Skarmeta i Jonás Trueba − Taniec Wiktorii
  - Joaquin Górriz, Miguel Dalmau, Sigfrid Monleón i Miguel Ángel Fernández − El cónsul de Sodoma
  - Eduardo Sacheri i Juan José Campanella − Sekret jej oczu

### Najlepszy aktor
- Luis Tosar − Cela 211
  - Ricardo Darín − Sekret jej oczu
  - Antonio de la Torre − Grubasy
  - Jordi Mollà − El cónsul de Sodoma

### Najlepszy aktor drugoplanowy
- Raúl Arévalo − Grubasy
  - Carlos Bardem − Cela 211
  - Ricardo Darín − Taniec Wiktorii
  - Antonio Resines − Cela 211

### Najlepszy debiutujący aktor
- Alberto Ammann − Cela 211
  - Fernando Albizu − Grubasy
  - Gorka Otxoa − Płać i płacz
  - Pablo Pineda − Ja, też!

### Najlepsza aktorka
- Lola Dueñas − Ja, też!
  - Penélope Cruz − Przerwane objęcia
  - Maribel Verdú − Tetro
  - Rachel Weisz − Agora

### Najlepsza aktorka drugoplanowa
- Marta Etura − Cela 211
  - Pilar Castro − Grubasy
  - Vicky Peña − El cónsul de Sodoma
  - Verónica Sánchez − Grubasy

### Najlepsza debiutująca aktorka
- Soledad Villamil − Sekret jej oczu
  - Nausicaa Bonnin − Trzy dni z rodziną
  - Leticia Herrero − Grubasy
  - Blanca Romero − After

### Najlepszy film europejski
- Danny Boyle − Slumdog. Milioner z ulicy
  -  Dany Boon − Jeszcze dalej niż Północ
  -  Tomas Alfredson − Pozwól mi wejść
  -  Laurent Cantet − Klasa

### Najlepszy zagraniczny film hiszpańskojęzyczny
- Juan José Campanella − Sekret jej oczu
  -  Miguel Littin − Dawson Isla 10
  -  Adrián Biniez − Gigante
  -  Claudia Llosa − Gorzkie mleko

### Najlepsza muzyka
- Alberto Iglesias − Przerwane objęcia
  - Dario Marianelli − Agora
  - Roque Baños López − Cela 211
  - Federico Jusid − Sekret jej oczu

### Najlepsza piosenka
- Yo, también z filmu Ja, też! – Guille Milkyway
  - Agallas vs. Escamas z filmu Agallas – Hugo Silva
  - Stick to the Man z filmu Planeta 51 – Tom Cawte
  - Spanish Song z filmu Straszny hiszpański film – Alameda Do Soulna

### Najlepsze zdjęcia
- Xavi Giménez − Agora
  - Álex Catalán − After
  - Carles Gusi − Cela 211
  - Félix Monti − Sekret jej oczu

### Najlepszy montaż
- Cristina Pastor − Cela 211
  - Carmen Frías − Taniec Wiktorii
  - Nacho Ruiz Capillas − Agora
  - David Pinillos i Nacho Ruiz Capillas − Grubasy

### Najlepsza scenografia
- Guy Hendrix Dyas − Agora
  - Antón Laguna − Cela 211
  - Verónica Astudillo − Taniec Wiktorii
  - Marcelo Pont − Sekret jej oczu

### Najlepsze kostiumy
- Gabriella Pescucci − Agora
  - Lala Huete − Taniec Wiktorii
  - Cristina Rodríguez − El cónsul de Sodoma
  - Sonia Grande − Przerwane objęcia

### Najlepsza charakteryzacja i fryzury
- Jan Sewell i Suzanne Stokes-Munton − Agora
  - Ana Lozano i Massimo Gattabrusi − Przerwane objęcia
  - José Antonio Sánchez i Paquita Núñez − El cónsul de Sodoma
  - Raquel Fidalgo i Inés Rodríguez − Cela 211

### Najlepszy dźwięk
- Sergio Burmann, Jaime Fernández i Carlos Faruolo − Cela 211
  - Peter Glossop i Glenn Freemantle − Agora
  - Pierre Gamet, Nacho Royo-Villanova i Pelayo Gutiérrez − Taniec Wiktorii
  - Aitor Berenguer, Marc Orts i Fabiola Ordoyo − Mapa dźwięków Tokio

### Najlepszy kierownik produkcji
- José Luis Escolar − Agora
  - Alicia Tellería − Cela 211
  - Cristina Zumárraga − Che. Boliwia
  - Eduardo Castro − Taniec Wiktorii

### Najlepsze efekty specjalne
- Chris Reynolds i Félix Bergés − Agora
  - Raúl Romanillos i Guillermo Orbé − Cela 211
  - Salvador Santana i Álex Villagrasa − REC 2
  - Pau Costa i Lluís Castells − Straszny hiszpański film

### Najlepszy film animowany
- Jorge Blanco, Javier Abad i Marcos Martínez − Planeta 51
  - Maite Ruiz de Austri − Animal channel
  - Miquel Pujol − Cher ami
  - Andrés G. Schaer − Mysi agenci

### Najlepszy film dokumentalny
- Edmon Roch − Garbo. Szpieg
  - Rafael Gordon − La mirada de Ouka Leele
  - Ana María Pérez de la Puente i Marta Arribas Velasco − Cómicos
  - José Luis López Linares i Manuel Martín Cuenca − Últimos testigos: Fraga y Carrillo

### Najlepszy krótkometrażowy film fabularny
- Mateo Gil − Dime que yo
  - Martín Costa − La Tama
  - Nuria Verde − Terapia
  - Esteban Crespo García − Lala

### Najlepszy krótkometrażowy film animowany
- Javier Recio Gracia − Dama i śmierć
  - Rodrigo Blaas − Alma
  - Álex Cervantes − Margarita
  - Carlos del Olmo, Miguel Ángel Bellot i Rafael Cano − Tachaaan

### Najlepszy krótkometrażowy film dokumentalny
- David Muñoz López − Flores de Ruanda
  - Óscar de Julián − Doppelgänger
  - Benet Román − Luchadoras
  - Eduardo Cardoso − En un lugar del cine

## Podsumowanie ilości nominacji
(Ograniczenie do dwóch nominacji)
16 : Cela 211
13 : Agora
9 : Sekret jej oczu, Taniec Wiktorii
8 : Grubasy
5 : Przerwane objęcia, El cónsul de Sodoma
4 : Ja, też!
3 : After
2 : Trzy dni z rodziną, Płać i płacz, Straszny hiszpański film, Planeta 51

## Podsumowanie ilości nagród
(Ograniczenie do dwóch nagród)
8 : Cela 211
7 : Agora
2 : Sekret jej oczu, Ja, też!